# Franz Reitz
Franz Reitz (Wiesbaden, 28 gennaio 1929 – Wiesbaden, 10 giugno 2011) è stato un ciclista su strada, pistard e ciclocrossista tedesco.
Vinse la prova in linea ai Campionati tedeschi del 1957, e concluse al secondo posto il Deutschland Tour del 1955.
Con la nazionale tedesca prese parte a cionque edizioni dei Campionati del mondo di ciclismo su strada ed a tre edizioni del Tour de France.

## Palmares

### Strada
- 1952 (Dilettanti, una vittoria)

7ª tappa Österreich-Rundfahrt (Linz > Vienna)
- 1953 (Dilettanti, due vittorie)

Classifica generale Kroz Jugoslavija
4ª tappa Österreich-Rundfahrt (Linz > Saalbach)
- 1955 (Rabeneick/Ruberg-Kette, una vittoria)

2ª tappa Deutschland Tour (Hannover > Brackwede)
- 1957 (Altenburger-Rabeneick/Plume-Vainqueur-Regina, due vittorie)

Campionati tedeschi, Prova in linea
Grand Prix Rei

### Pista
- 1954 (Rabeneick, una vittoria)

Campionati tedeschi, Inseguimento individuale

## Piazzamenti

### Grandi giri
- Tour de France

1958: 36º
1959: 49ºª
1960: ritirato (alla 19ª tappa)

### Classiche monumento
- Giro delle Fiandre

1958: 36º

### Competizioni mondiali
- Campionati del mondo su strada

Lussemburgo 1954 - In linea dilettanti: 22º
Solingen 1954 - In linea: 21º
Frascati 1955 - In linea: 15º
Waregem 1957 - In linea: 33º
Reims 1958 - In linea: 35º
Zandvoort 1959 - In linea: ritirato